# Крэндалл-Стотлер, Барбара Джин
Барбара Джин Крэндалл-Стотлер (англ. Barbara Crandall-Stotler; 4 марта 1942, Джеймстаун, Нью-Йорк) — американский ботаник, специалист по мохообразным (в широком смысле), профессор Университета Южного Иллинойса в Карбондейле.
Училась в Университете Цинциннати, там же в 1968 году получила степень PhD в области ботаники. В 1969 году вышла замуж за коллегу-бриолога Раймонда Стотлера. С 1969 года вместе с супругом работала в Университете Южного Иллинойса в Карбондейле, в 1976 году став полным профессором. С 2005 года — профессор-эмерит.
В 1993—1995 годах — президент Американского бриологического и лихенологического общества.
Научные интересы касаются различных областей бриологии, однако значительная часть исследований посвящена таксономии печёночников.

## Публикации
- BJ. Crandall-Stotler, EH. Ford, RE. Stotler. 2002. Contributions Toward a Monograph of Petalophyllum (Marchantiophyta). 4 pp.
- Raymond E. Stotler, Barbara J. Crandall-Stotler, c. Heather Ford. 2002. Typifications in the Genus Petalophyllum (Marchantiophyta). 7 pp.
- SL Self, BJ. Crandall-Stotler. 2001. The systematic status of Pellia × appalachiana. Plant Biol.Dept. South.Illinois Univ.Carbondale
- BJ. Crandall-Stotler, RE. Stotler. 2000. «Morphology & classification of the Marchantiophyta». pp. 21-70 en Bryophyte Biology, A. Jonathan Shaw y Bernard Goffinet (eds.). Cambridge: Cambridge Univ. Press: 2000. ISBN 0-521-66097-1
- DM. Krayesky, BJ. Crandall-Stotler.  An SEM Photo Atlas of Spore Terminology in the Fossombroniineae. Plant Biol.Dept. Universidad de South.Illinois en Carbondale